# Candidula grovesiana
Candidula grovesiana е вид охлюв от семейство Hygromiidae. Видът е застрашен от изчезване.

## Разпространение и местообитание
Разпространен е в Италия.
Обитава планини, възвишения и ливади.

## Описание
Популацията на вида е намаляваща.